# 白山市立蕪城小学校
白山市立蕪城小学校（はくさんしりつ ぶじょうしょうがっこう）は、石川県白山市北安田町にある市立小学校。

## 概要
石川県白山市の北西部に位置する小学校。
約60年の歴史がある。
約850人が在籍する白山市内最大の小学校として有名である。
2006年には校舎の老朽化により、建て替えが行われ、レンガ張りの美しい校舎に生まれ変わった。

## 沿革
- 1962年 - 御手洗・一木・出城・柏野小学校を統合して松任町立第二小学校を創立
- 1963年 - 松任町立蕪城小学校に改称。成町の新校舎に入校。校歌制定。
- 1970年 - 松任市立蕪城小学校に改称
- 2006年 - 北安田町の2代目校舎に入校
- 2018年 - 第2体育館完成式[2]

## 通学区域
成町、北成町、平木町、蕪城一～五丁目、新成一～四丁目、中成一～二丁目、相木一丁目、相木二丁目、相木三丁目、相木町（ただし、北相木２～６区を除く。）、竹松町（ただし、318、320、321、328、329、331、332番地を除く。）、北安田町（ただし、1194-2、1195-2～1201、1202-2、1202-3、1203-2、1227-2～1245、1246-2～1246-4、1278～1295、1389、1561～1568-1、1581、1690～1692、1723-1、1728、1732～1733、1739～1744、1755～1897、5388、松任北安田南部土地区画整理事業1〜24街区を除く）

## 進学先中学校
- 北星中学校
- 松任中学校

## 出身著名人
- 西垣匠 （俳優）

## 校区内の主な施設
- 白山市立北星中学校
- 白山市立出城公民館
- 白山市立はなます保育園
- 佛子園